# Pachyschelus paulensis
Pachyschelus paulensis es una especie de escarabajo joya del género Pachyschelus, familia Buprestidae. Fue descrita científicamente por Obenberger en 1925.